# Kick (compilation)
Kick (stilizzato in KiCk) è il primo album raccolta ufficiale della musicista venezuelana Arca, pubblicato il 9 dicembre 2022 dalla XL Recordings.

## Descrizione
La compilation è stata annunciata da Arca e dalla sua casa discografica lo stesso giorno della pubblicazione, il 9 dicembre 2022, per celebrare un anno dal rilascio dei quattro precedenti album. La raccolta include le migliori canzoni degli album in studio Kick I, II, III, IV e V, selezionate dai fan insieme alla loro sequenza. Nel complesso, il disco contiene sette canzoni da Kick I, tre da Kick II, quattro da Kick III, tre da Kick IV e quattro da Kick V. In aggiunta, sono stati inclusi i singoli già rilasciati nel 2022 Cayó e El alma que te trajo, insieme a tre nuovi inediti: Alto Voltaje, Sentient Savior e Ritual, quest'ultimo pubblicato anche come singolo.

## Tracce

### Disco 1
Testi e musiche di Arca, eccetto dove indicato.
1. Nonbinary – 2:19
2. Time – 2:45
3. Prada – 2:43 (musica: Arca, Cardopusher)
4. Rakata – 2:31 (musica: Arca, Cardopusher)
5. KLK (feat. Rosalía) – 3:47 (testo: Arca, Rosalía – musica: Arca, Cardopusher, Carlos Sáez)
6. Tiro – 2:18 (musica: Arca, Boys Noize, Cardopusher)
7. Bruja – 3:50 (musica: Arca, Daniel Benza)
8. Riquiqui – 2:39
9. Incendio – 2:44 (musica: Arca, Mark Luva)
10. Ripples – 2:09
11. La Chíqui (feat. Sophie) – 2:47 (testo: Arca, Sophie – musica: Arca, Carlos Sáez)
12. Señorita – 2:21 (musica: Arca, Machinedrum)
13. Mequetrefe – 2:20
14. Esuna (feat. Oliver Coates) – 2:20 (musica: Arca, Oliver Coates)
15. Múscolos – 5:21
16. Tierno – 3:44
17. Calor – 3:32
18. Lost Woman Found – 4:12
19. Xenomorphgirl – 2:55
20. Fireprayer – 3:54 (musica: Arca, Sia)
21. Crown – 4:38

Durata totale: 65:49

### Disco 2
Testi e musiche di Arca, eccetto dove indicato.
1. Cayó – 2:51
2. El alma que te trajo (feat. Arca) – 2:24 (Safety Trance, Arca)
3. Alto Voltaje – 2:38
4. Ritual – 4:26
5. Sentient Savior – 4:54

Durata totale: 17:13